# Предгильбертово пространство
Предги́льбертово простра́нство (у некоторых авторов также евклидово пространство) — вещественное или комплексное линейное пространство с определённым на нём скалярным произведением.
Оно не обязательно полно, в отличие от гильбертова пространства. Широко используется в функциональном анализе и смежных дисциплинах.

## Определение
Пара {\displaystyle \left(X,\langle \cdot ,\cdot \rangle \right)} называется предгильбертовым пространством, если {\displaystyle X} — линейное пространство, а {\displaystyle \langle \cdot ,\cdot \rangle } — определённое на {\displaystyle X} скалярное произведение. (Обычно подразумевается скалярное произведение в обычном смысле, то есть положительно определённое.)

## Норма
Предгильбертово пространство можно считать нормированным, так как скалярное произведение порождает естественную норму:
{\displaystyle \|x\|={\sqrt {\langle x,x\rangle }},\quad x\in X}.
В случаях, когда скалярное произведение не является строго положительно определённым, а именно выбрано так, что может быть нулем при ненулевых {\displaystyle x} (чего бывает трудно избежать в некоторых бесконечномерных случаях), то указанное выше выражение даёт не норму, а только полунорму.

## Свойства
Теорема фон Неймана — Йордмана: если в полунормированном пространстве {\displaystyle (H,\;\|\cdot \|)} справедлив закон параллелограмма, то {\displaystyle (H,\;\|\cdot \|)} — предгильбертово, то есть существует (и притом единственное) скалярное произведение {\displaystyle (\cdot ,\cdot )} такое, что {\displaystyle \|x\|=(x,x)^{1/2}}.

## Пример
В теории рядов Фурье широкое распространение находит предгильбертово пространство вещественных функций с интегрируемым квадратом
{\displaystyle L^{2}([a,b])=\left\{f\colon [a,b]\to \mathbb {R} \,\left|\,\int \limits _{a}^{b}\!f^{2}(x)\,dx<\infty \right.\right\},}
если скалярное произведение определить как
{\displaystyle \langle f,g\rangle =\int \limits _{a}^{b}\!f(x)g(x)\,dx,\quad f,g\in L^{2}{\big (}[a,b]{\big )}.}
Введённое таким образом скалярное произведение даёт не норму, а лишь полунорму, если не отождествить функции, отличающиеся лишь на множестве меры нуль (как это делается при стандартном построении пространства L2).